# 栃木市立西方中学校
栃木市立西方中学校（とちぎしりつ にしかたちゅうがっこう）は、栃木県栃木市西方町元にある公立中学校。

## 沿革

### 年表
- 1947年4月1日 - 西方村立西方中学校として開校。
- 1994年10月1日 - 町制施行により西方町立西方中学校となる。
- 2010年4月 - 新校舎建築基本設計・屋内運動場耐震検査実施
- 2011年
  - 4月1日 - 給食共同調理場を廃止し、栃木市西方学校給食センターから給食を搬入する給食センター方式を採用。
  - 10月1日 - 市町合併により栃木市立西方中学校となる。
  - 10月13日 - 新校舎新築工事開始
- 2012年
  - 4月1日 - とちぎ未来アシストネット事業開始・屋内運動場大規模改修工事基本設計開始
  - 11月30日 - 新校舎新築工事落成
- 2013年
  - 1月8日 - 新校舎入校式
  - 1月10日-3月25日 - 旧校舎解体工事[1]
  - 4月1日 - 屋内運動場大規模改修工事・校舎外構工事開始
- 2014年
  - 1月31日 - 屋内運動場大規模改修工事・校舎外構工事完成
  - 2月1日 - 屋外プール・プール管理等大規模改修工事開始

## 教育方針
- 教育目標
  - 自主 - 真剣に学ぶ生徒
  - 敬愛 - 共に歩む生徒
  - 剛健 - 活力ある生徒

## 施設
- 校舎（地上3階建て）- 2012年11月30日落成
  - 太陽光発電パネル・エレベーター設置設備
- 屋内運動場 - 2014年1月31日大規模改修工事済
- テニスコート（3面）
- バスケットコート
- 弓道場
- 屋外プール

## 部活動
- 野球部
- バスケットボール部
- ソフトテニス部
- 弓道部
- 剣道部
- ブラスバンド部
- 総合文化部

## 日課
|                                  | 月・火・木・金 | 水          |
| -------------------------------- | -------------- | ----------- |
| 健康観察                         | 8:10~8:15      | 8:10~8:15   |
| 集会・読書・学習                 | 8:15~8:30      | 8:15~8:30   |
| 朝の会                           | 8:30~8:40      | 8:15~8:25   |
| 1校時                            | 8:45~9:35      | 8:30~9:20   |
| 2校時                            | 9:45~10:35     | 9:30~10:20  |
| 3校時                            | 10:45~11:35    | 10:30~11:20 |
| 4校時                            | 11:45~12:35    | 11:30~12:20 |
| 給食                             | 12:35~13:20    | 12:20~13:00 |
| 昼休み                           | 13:20~13:35    | 13:00~13:20 |
| 5校時                            | 13:35~14:25    | 13:20~14:10 |
| 6校時                            | 14:35~15:25    | -           |
| 清掃                             | 15:35~15:50    | -           |
| 帰りの会                         | 15:55~16:05    | 14:15~14:25 |
| コミュニケーション・トレーニング | -              | 14:30~15:15 |
| 部活動                           | 16:15~         | 15:15~      |

## 通学区域
栃木市西方地域全域、栃木市立西方小学校・栃木市立真名子小学校の学区となっている。
- 西方町金崎
- 西方町本城
- 西方町元

- 西方町金井
- 西方町本郷
- 西方町真名子

## 周辺
- 栃木市役所 西方総合支所
- 栃木市西方公民館
- 栃木市図書館西方分館
- 栃木市立西方小学校
- 栃木市西方総合文化体育館
- 道の駅にしかた
- セーブオン西方バイパス店
- セブンイレブン西方バイパス店